# Allantodia yaoshanica
Allantodia yaoshanica là một loài thực vật có mạch trong họ Woodsiaceae. Loài này được (Ching) Ching & C.H. Wang miêu tả khoa học đầu tiên năm 1964.